# Фобелло
Фобелло (итал. Fobello) — коммуна в Италии, располагается в регионе Пьемонт, в провинции Верчелли.
Население составляет 246 человек (2008 г.), плотность населения составляет 9 чел./км². Занимает площадь 29 км². Почтовый индекс — 13025. Телефонный код — 0163.
Покровителем коммуны почитается святой апостол Иаков Старший, празднование 25 июля.

## Демография
Динамика населения:

## Администрация коммуны
- Официальный сайт: http://www.fobello.com/